# Amir John Haddad
Amir John Haddad (Freiburg im Breisgau, 28 augustus 1975) is een Duitse flamencogitarist en multi-instrumentalist, gevestigd in Spanje sinds 1997. Hij was bijna tien jaar (1998-2007) de officiële oed-, bouzouki- en gitarist van Radio Tarifa en ontving in die rol een nominatie voor Best Folk Album bij de Latin Grammy Awards van 2004.

## Achtergrond
Haddad werd geboren in de Bondsrepubliek Duitsland en heeft een Colombiaanse moeder en een Palestijnse vader. Hij begon thuis Arabische te leren van zijn vader Rimon Haddad. Op 8-jarige leeftijd speelde Haddad voor het eerst een flamencogitaar en op 12-jarige leeftijd gaf hij zijn eerste concert. Op 22-jarige leeftijd verhuisde hij in 1997 naar Jerez de la Frontera, een van de culturele huizen van flamenco, om daar zijn vaardigheden te ontwikkelen onder de meesters en een jaar later verhuisde hij naar Madrid. Daar treedt hij vaak op in clubs als Las Carboneras, Café de Chinitas, Corral de la Pacheca en Casa Patas. Haddad trad wereldwijd op en speelde op podia als de Royal Festival Hall, het Barbican Centre en de Royal Albert Hall in Londen, de HotHouse jazzclub in Chicago, het Town Hall in New York, Luna Park in Los Angeles, het Teatro Bellini in Palermo en het Palau de la música en Teatro Tivoli in Barcelona. Hij was bijna tien jaar lang de officiële oud-, bouzouki- en gitarist van Radio Tarifa en ontving tijdens de Latin Grammy Awards van 2004 een nominatie voor Best Folk Album.
Haddad trad op op tal van festivals, waaronder Festival de la Guitarra de Córdoba, MIDEA Festival Tenerife Canarische Eilanden en het Murcia Tres Culturas Festival. In 1999 won hij de eerste prijs voor zijn originele muziekcompositie op het Certamen Nacional de Coreografia para Danza Española y Flamenco (Nationale Choreografiewedstrijd voor Spaanse Dans en Flamenco).

## Stijl en composities
Als flamencospeler staat Haddad bekend om zijn rijke akkoordstemmen, met duidelijke Moorse en Arabische invloeden. Hij gebruikt vaak verfijnde jazzakkoorden en innovatieve uitgebreide voicings voor majeur- en mineurakkoorden, en creëert vaak een mysterieuze en sfeervolle Moorse sfeer in zijn composities door middel van een weelderig tapijt van vlakke negende, kleine majeur septiem en augmentatie akkoorden. Daarnaast gebruikt hij vaak slash-akkoorden, waarmee hij de bassnaar vastgrijpt. Zijn picado's zijn typisch zwaar uitgevoerd en helder klinkend en zijn rasqueados zijn trapsgewijs en dynamisch. Hij is ook een bedreven speler van rockmuziek en metal elektrische gitaar en omarmt een breed scala aan stijlen.
In maart 2013 bracht Haddad, in samenwerking met Thomas Vogt en Héctor Tellini, het album 9 Guitarras uit, met flamencomuziek met een Arabisch en Oosters tintje. Het album ontleent zijn titel aan de negen verschillende flamencogitaren, één voor elk nummer, die hem zijn uitgeleend door gitaarwederverkoper Mundo Flamenco. Zijn bekendste composities Suena el viento (Rumba), Punta y tacón (Alegría), Recuerdos (Farruca) en Dos Palomas Vuelan (Balada) staan allemaal op het album.

## Discografie

### Albums
- Pasando Por Tabernas (2005)
- 9 Guitarras (2013)
- Andalucía (2020)